# بوب بيتيت (لاعب كرة قاعدة)
بوب بيتيت (بالإنجليزية: Bob Pettit)‏ هو لاعب كرة قاعدة أمريكي، ولد في 19 يوليو 1861 في ويليامزتاون في الولايات المتحدة، وتوفي في 1 نوفمبر 1910 في دربي في الولايات المتحدة.

## وصلات خارجية
- بوب بيتيت على موقعبيزبول رفرنس.كوم (الدوري الرئيسي) (الإنجليزية)
- بوب بيتيت على موقعبيزبول رفرنس.كوم (الدوري الثانوي) (الإنجليزية)